# Seifenkiste

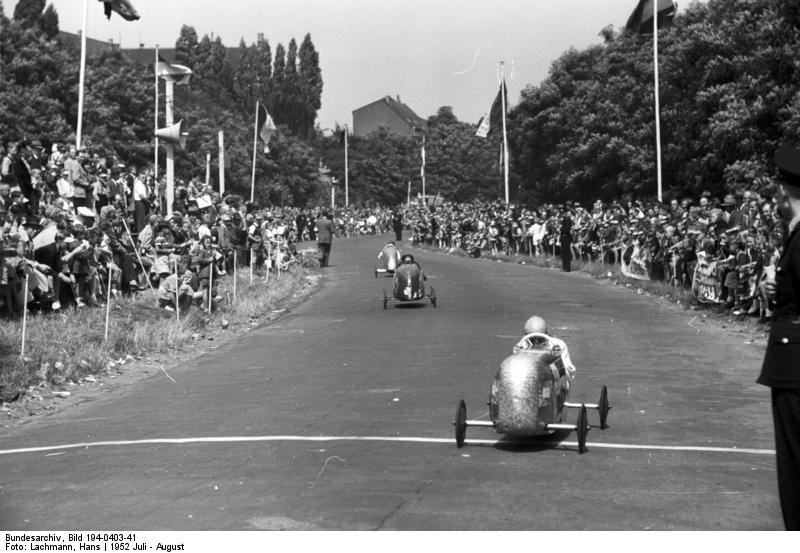
Seifenkistenrennen 1952 in Duisburg

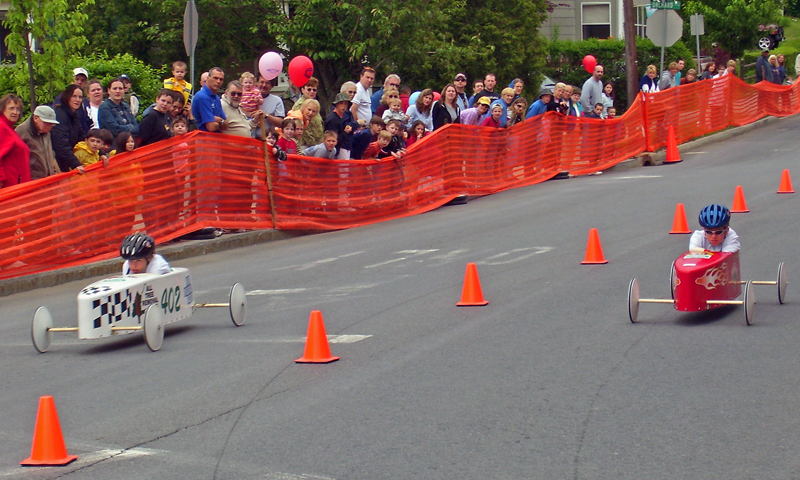
Seifenkistenrennen in Walden im US-Bundesstaat New York

Seifenkisten sind aus Holz, Sperrholz, GFK, CFK oder ähnlichen Materialien selbst konstruierte oder aus vorgefertigten Bausätzen montierte, vierrädrige Kleinfahrzeuge. Sie sind antriebslos und werden auf abschüssigen Strecken allein durch die Hangabtriebskraft bewegt. Die Lenkung der Seifenkisten wirkt mit Lenkseilen oder einer anderen Lenkvorrichtung auf die vordere Starrachse, die als Ganzes geschwenkt wird (Drehschemellenkung). Seifenkisten können bis zu 50 km/h schnell sein, die Rennregeln des Deutschen Seifenkisten Derby e. V. (DSKD) sagen, dass in Deutschland im Rennen an keiner Stelle die Geschwindigkeit von 60 km/h überschritten werden darf.

## Geschichte
Seit 1904 werden mit selbstgebauten „Kinderautomobilen“ in Deutschland Wettfahrten für Kinder veranstaltet. Oberursel bei Frankfurt am Main gilt als die Geburtsstätte der Kinderautomobil-Rennen in Deutschland. 1904 und 1907 fanden im Taunus mehrere solcher Rennen statt, die von den Großereignissen Gordon-Bennett-Cup 1904 und dem Kaiserpreis-Rennen von 1907 inspiriert waren. Die Teilnehmer, fast ausschließlich Jungen bzw. deren Väter und Verwandtschaft, versuchten die Rennwagen so naturgetreu wie möglich in Miniaturform nachzubauen.
Der Seifenkisten-Sport entwickelte sich später völlig unabhängig von diesen frühen Rennen. Der Name Seifenkiste (englisch: soap box) stammt aus den USA und wurde von dem US-amerikanischen Zeitungsphotographen Myron E. Scott von der Daily News in Dayton, Ohio, geprägt, als er Jugendliche 1933 beim Basteln von Kinderautomobilen fotografierte. Hierzu verwendeten sie hölzerne Verpackungskisten, in denen Firmen Seifenmittel und Käse an den Einzelhandel lieferten, aber auch ausrangierte Kinderwagen, Blechwannen und ähnliches. Scott nannte in seinen Reportagen die kleinen Fahrzeuge „soap boxes“. Das erste größere „Soap Box Derby“, also Seifenkistenrennen, fand am 19. März 1933 in Dayton mit 362 gemeldeten kleinen Fahrern statt, darunter einigen wenigen Mädchen. Von 1935 bis heute werden die US- und zugleich Weltmeisterschaften in Akron, Ohio, ausgerichtet. Ausschlaggebend für die Wahl dieses Ortes war, dass die Stadtverwaltung den Rennveranstaltern eine permanente Rennstrecke zur Verfügung stellte. Hauptsponsor war bis 1972 die Firma Chevrolet, die zum General-Motors-Konzern gehört. In Deutschland trat bis 1972 die General-Motors-Tochter Adam Opel AG als Hauptsponsor und -organisator auf.

### Rennen in Deutschland
Erst nach dem Zweiten Weltkrieg kam der US-amerikanische Seifenkistensport nach Deutschland. Die ersten großen Seifenkistenrennen der Nachkriegszeit fanden dort im Jahre 1949 statt. Ausgangspunkt waren die Bemühungen der in Deutschland stationierten US-Truppen um eine der Jugend dienende Freizeitgestaltung. Die damals in den USA in hoher Blüte stehenden Soap Box Derbys waren Vorbild für die deutschen Seifenkistenrennen.

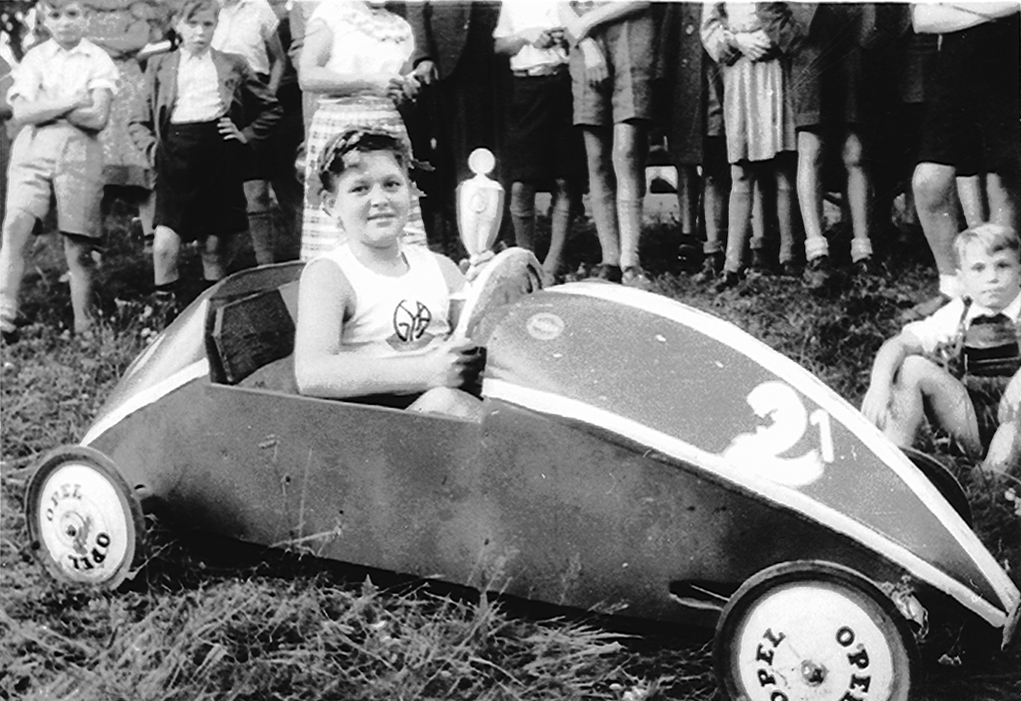
Seifenkistenrennen 1950 auf der Saalburgchausse bei Bad Homburg. Helmuth Barth aus Oberursel siegte.

Bereits in den ersten zehn Jahren konnten stolze Zahlen gemeldet werden. 60.000 deutsche Jungen hatten Seifenkisten gefahren, beteiligt waren 214 Städte. 1949, also im ersten Jahr der organisierten Zusammenfassung von Seifenkistenrennen mit einer abschließenden Meisterschaft, wurden 12 Großveranstaltungen in verschiedenen Städten der damaligen US-Besatzungszone Deutschlands und in Berlin organisiert.
Das Meisterschaftsrennen lief in München auf der Theresien-Wiese, und zwar auf einer Holzbahn von 220 m Länge, mit dem Start von einer hohen Rampe, die sich bis zum Fuß des Bavaria-Denkmals emporschwang. Ein Jahr später wurde die Meisterschaft in Stuttgart ausgetragen, auf einer Straßenrennstrecke vor 20.000 Zuschauern.

#### Die Opel-Ära
Das Jahr 1951 brachte den großen Aufschwung. Opel hatte eine Organisationszentrale in Rüsselsheim gegründet und dehnte durch seine Aktivitäten das Seifenkisten-Derby auf das gesamte Bundesgebiet aus. 1951 gab es auch erstmals einheitliche Radsätze, und die Adam Opel AG als Schirmherrin und Schöpferin der Deutschen Meisterschaft rief zum Wettkampf um den großen Opel-Preis auf. Damit war allen Seifenkisten-Rennfahrern ein besonderer Anreiz für die Arbeit und die Teilnahme gegeben. Ausbildungsbeihilfen und für den ersten Sieger eine 14-tägige USA-Reise, mit Teilnahme an der Weltmeisterschaft im Seifenkistenrennen in Akron, wurden im Rahmen des großen Opel-Preises ausgeschrieben. Außerdem durften 20 Teilnehmer 18 Tage lang eine Deutschland-Fahrt durch die schönsten Regionen ihrer Heimat machen.
Auf dieser Grundlage fanden die Rennen im ganzen Bundesgebiet vor großer Zuschauerkulisse und unter begeisterter Anteilnahme statt. Viele Vereine, insbesondere ADAC-Gruppierungen, stellten ihre Mitarbeiter zur Verfügung, und auch Zeitungsverlage halfen mit.

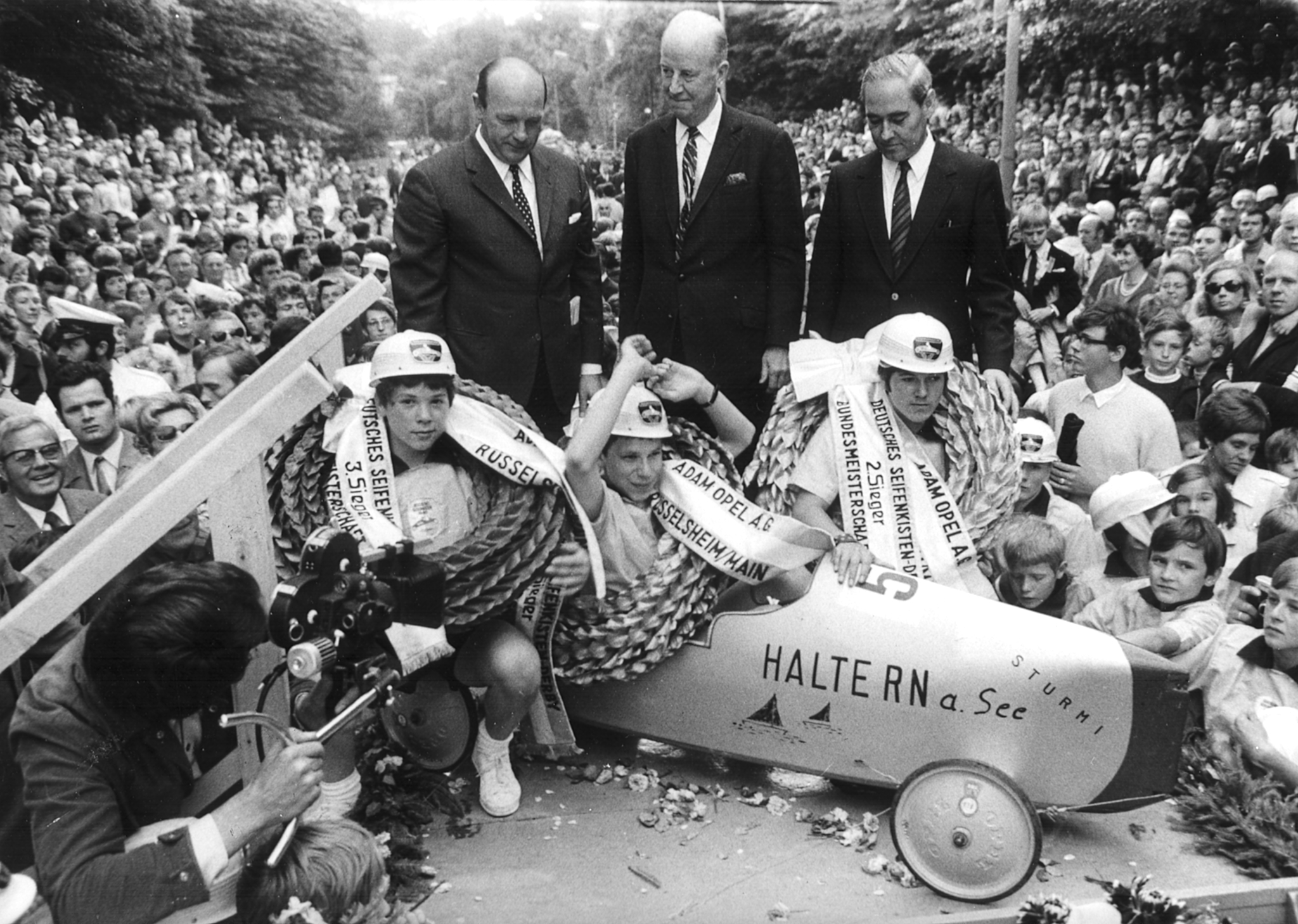
Bundesmeisterschaft 1970, Duisburg: Rudolf Breinl (3. Preis, Oberursel), Heinz Gerding, (1. Preis, Haltern) und Karl-Heinz Hartrampf (2. Preis, Münsingen) und dahinter ADAC-Gau-Sportleiter Kurt Bosch, der Opel-Generaldirektor Ralph Mason und der Oberbürgermeister Arnold Masselter (v. l. n. r.).

Im Jahre 1952 kamen neue Veranstalter hinzu; der ADAC nahm sich der Rennen bundesweit an. Die Bundesmeisterschaft wurde erstmals in diesem Jahr, wie in allen folgenden Jahren, im Duisburger Stadtwald auf der Uhlenhorststraße ausgetragen. Durch die Zusammenarbeit der Organisationszentrale bei Opel in Rüsselsheim mit dem ADAC im ganzen Bundesgebiet, den Opel-Händlern und dem Präsidium des ADAC in München war ein Rahmen gesetzt, der über viele Jahre hinweg beibehalten wurde.
Für Veranstalter, das heißt Motor-Sport-Clubs und Opel-Händler, gab es ein fast 100-seitiges Handbuch, in dem alle Einzelheiten über Rennstrecke, Seifenkisten und die notwendige und damit verbundene Werbung vorgeschlagen wurden. Seifenkistenrennen waren Wettbewerbe mit einer großen lokalen und bundesweiten Resonanz. Dia-Werbung, Plakat-Werbung, Insertionen, Versicherung, Regieaufgaben, Eintrittsabzeichen, Rundschreiben, Einladungen sind Stichworte, die das Spektrum der Organisationen umreißen. Es gab sechs Prüfstellen – zur Kontrolle der Achsen, der Bremskabel, der Lenkräder, der Lenksäulen, des Radeinschlages und der Spurweite. In den fünf ersten Kontrollen waren es 36 Positionen, die pro Seifenkiste geprüft wurden. Die Endkontrolle erfolgte dann im sechsten Durchgang.
Bis 1972 lieferte Opel Räder und Lenkung für die Kisten und gab auch die Baubeschreibung vor, die an dem US-amerikanischen Vorbild orientiert war. Dies war erforderlich, denn der Gewinner des „Deutschen Seifenkisten-Derbys“ sollte ja in den USA beim All-American Soap Box Derby antreten können.

#### Die Nach-Opel-Zeit

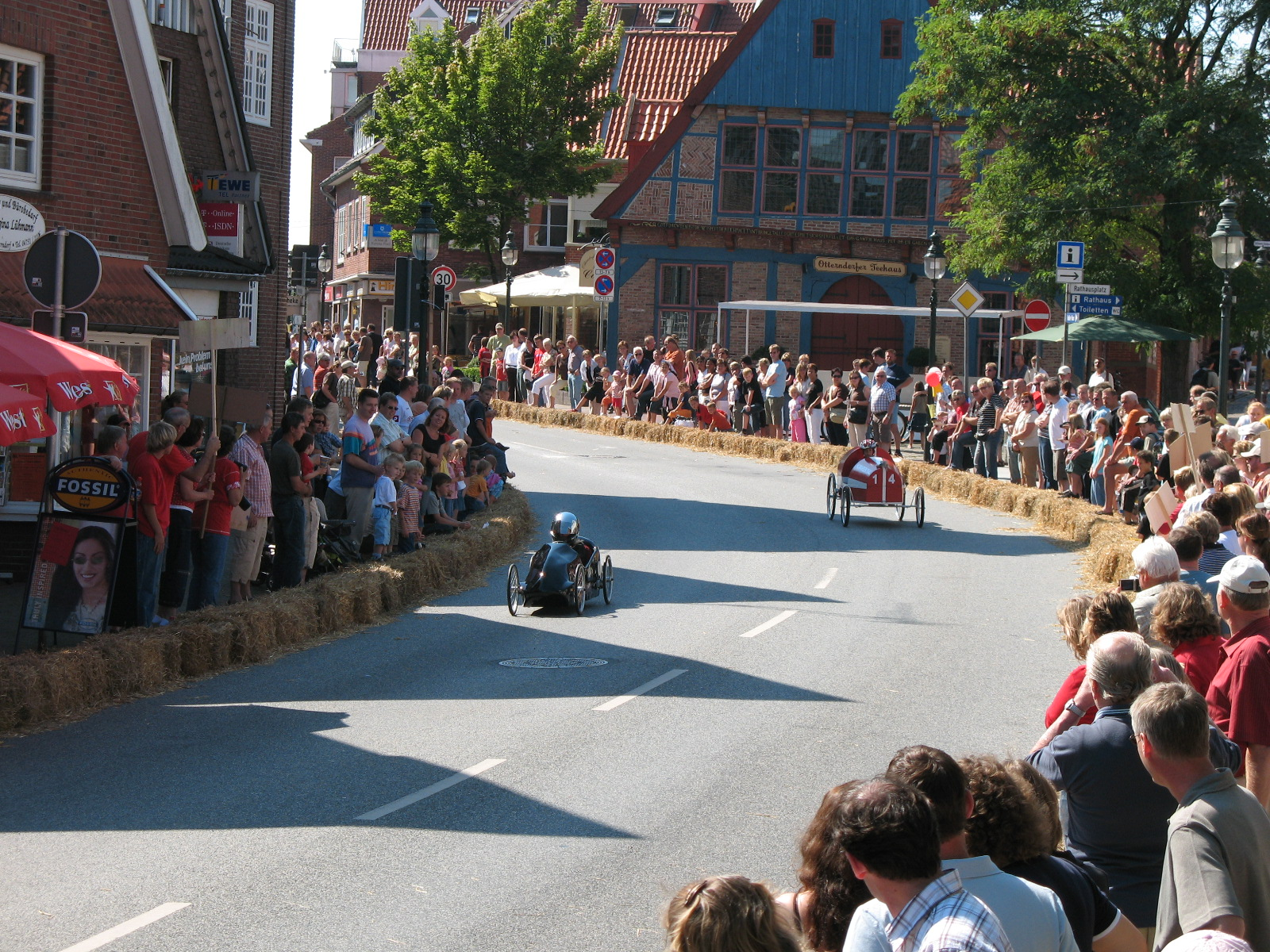
Seifenkistenrennen 2007 im Nordseebad Otterndorf

Mit dem Ausstieg der Adam Opel AG und in der Folge auch des ADAC aus dem Seifenkistensport, dem Rückzug wichtiger lokaler Sponsoren und vor allem des Opel-Händlernetzes ging die Bedeutung des Seifenkistensports in Deutschland stark zurück. In Deutschland übernahm der Deutsche Seifenkisten Derby e. V. mit Sitz in der Moselgemeinde Klüsserath die Organisation der Rennen.

## Rennen in der Schweiz
In der Schweiz ist als ältestes Seifenkisten-Rennen eine Veranstaltung aus dem Jahre 1934 in Biberstein bekannt. Erste Vorschriften und Richtlinien für den Bau der Seifenkisten und die Durchführung der Rennen wurden 1970 von der General Motors Suisse SA und der Rivella AG herausgegeben.
Nachdem sich 1974 General Motors zurückgezogen hatte, liefen die Rennen der Schweizer-Meisterschaft bis Mitte 1990 unter dem Patronat der Firma Rivella.
Seit der Saison 1991 hatte die LISTA-Gruppe zusammen mit der AMAG-Gruppe die Schirmherrschaft übernommen. Ideell und finanziell unterstützt wurden diese Patronatsträger vom Touring Club Schweiz (TCS) und dem Verband Schweizerischer Carrosserie-Industrie (VSCI). Ende 1992 hat sich der TCS und Ende 1993 die AMAG vom Seifenkistenrennsport zurückgezogen.
Ab der Saison 2003 konnte nebst den zwei langjährigen Hauptsponsoren LISTA und VSCI neu Castrol als weiterer Hauptsponsor gewonnen werden. Ab der Saison 2007 ist dieser Hauptsponsor durch die Firma Motorex abgelöst worden.

## Rennen in Österreich
In Salzburg haben die Salzburger Nachrichten in den Jahren 1973 und 1974 bereits zwei Rennen, damals auf dem Salzburgring, durchgeführt.
Ab Oktober 1977 veranstaltete der ÖAMTC gemeinsam mit der Wunderwelt über mehrere Jahre hinweg Seifenkistlrennen bzw. den Seifenkistl-Grand Prix.

1996 entstand aus einer privaten Initiative der Seifenkistenclub Österreich (SKCÖ) mit Sitz in Neumarkt am Wallersee, der bis Ende 2009 nach eigenen Angaben mehr als 100 Rennen organisiert hat, an denen sich 6000 Kinder und Jugendliche beteiligten.

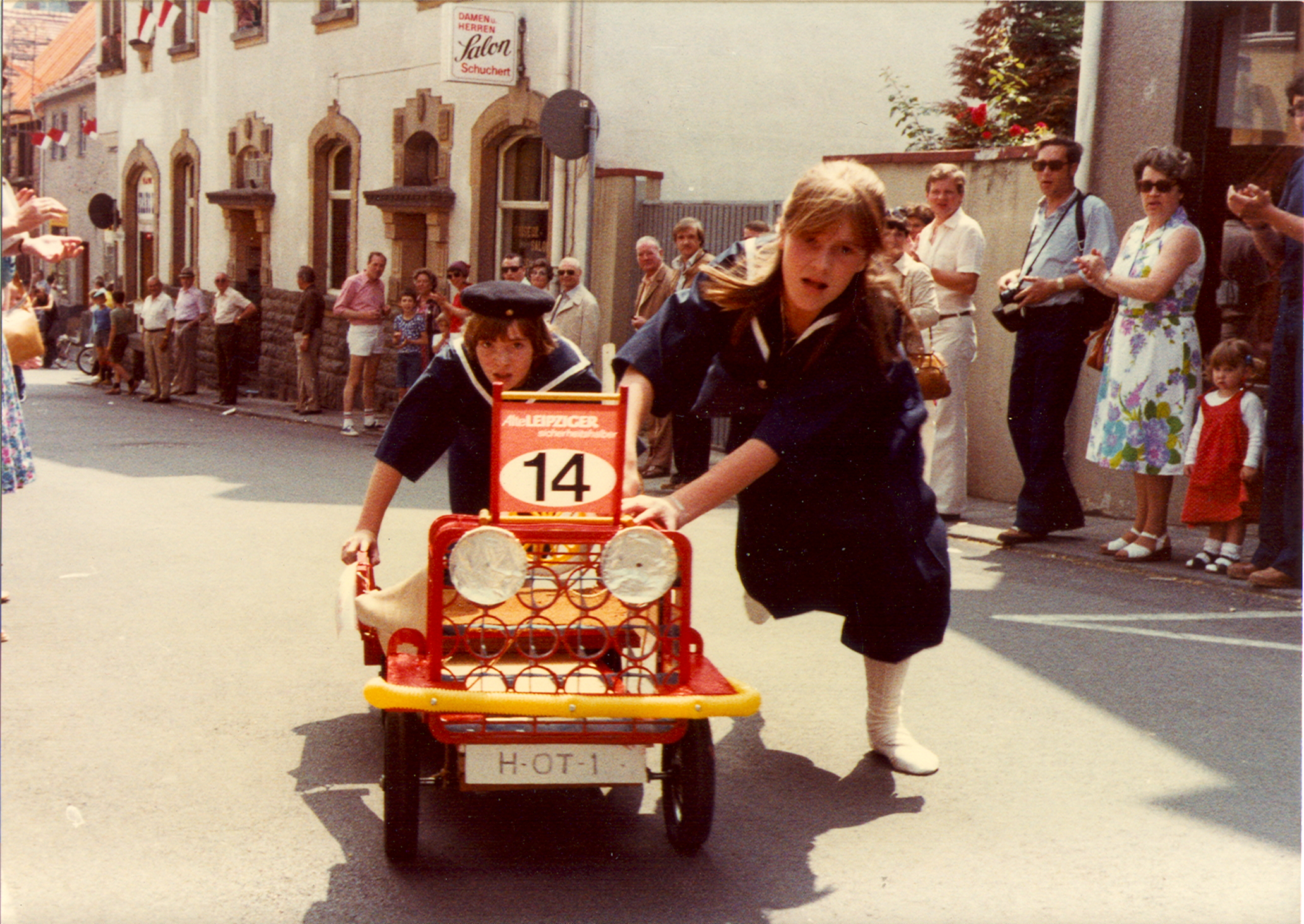
Nostalgisches Spaßrennen in Oberursel (Taunus). Die jungen Damen tragen Matrosenanzüge nach der Mode von 1904.

Seit 2007 gibt es den Österreichischen Dachverband für den Seifenkisterennsport.

## Spaßrennen
Seit dem Rückzug von General Motors aus dem Seifenkistensport werden neben Rennen nach festem Reglement immer häufiger auch sogenannte „Fun-Seifenkistenrennen“ veranstaltet, bei denen neben der Geschwindigkeit auch der Kreativität bei der Gestaltung vermehrt Beachtung geschenkt wird. Meist werden diese von nicht-artverwandten Vereinen oder kommerziellen Unternehmen zu Marketingzwecken veranstaltet.
In der Schweiz sind gerade diese „Fun-Rennen“ immer beliebter. Nachdem die streng reglementierten Rennen an Beliebtheit verloren, werden vermehrt „Plauschrennen“ veranstaltet.

## Regeln

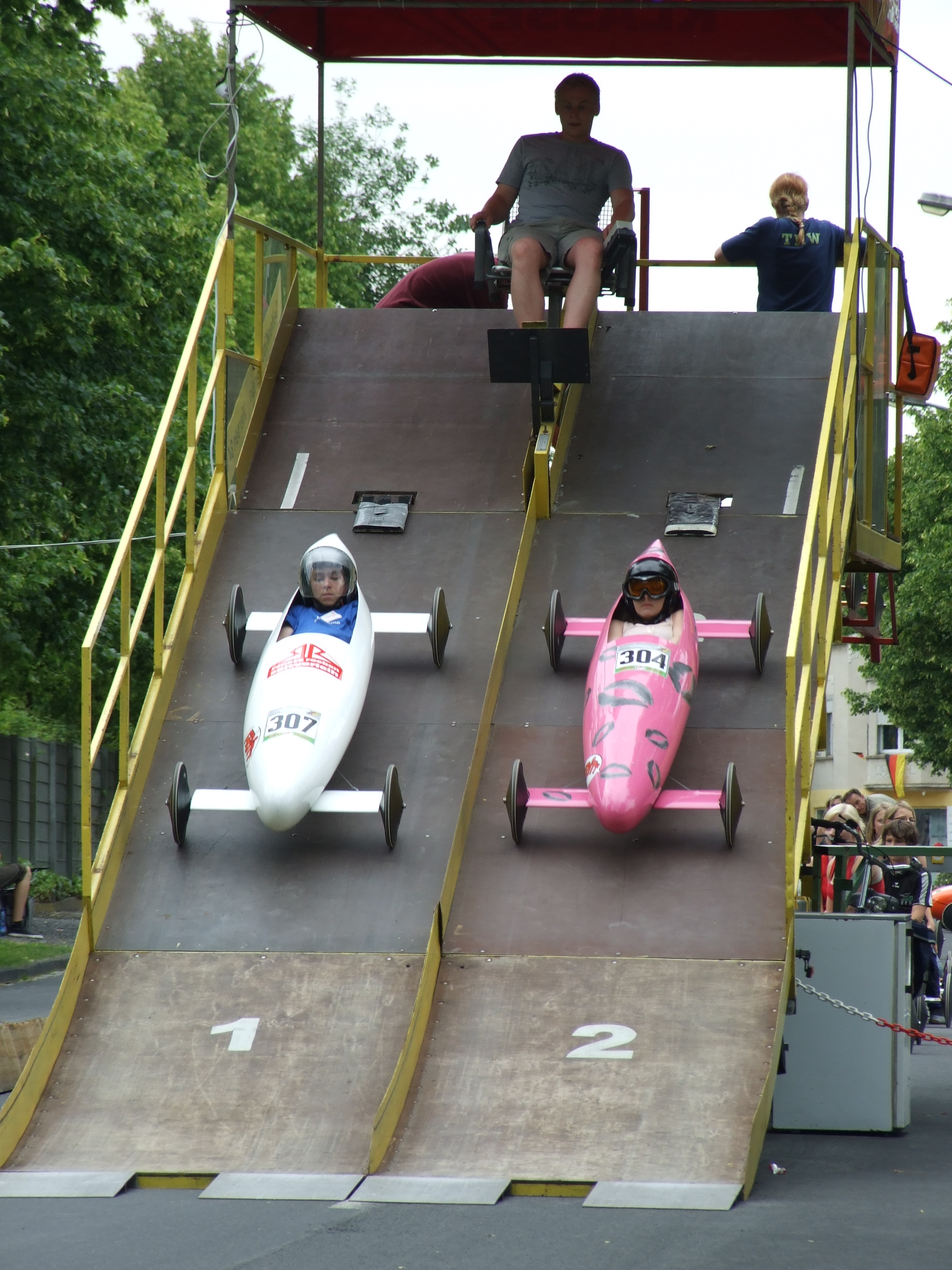
Seifenkistenrennen, genormte Startrampe

Die Rennstrecken sind in der Regel zwischen 250 und 500 Meter lang und weisen ein leichtes Gefälle auf, so dass von der Beschaffenheit an keiner Stelle eine Höchstgeschwindigkeit von 60 km/h erzielt werden kann. Die Fahrzeuge starten von einer Startrampe. Ist bei Nässe der gefahrlose Rennverlauf nicht mehr gewährleistet, muss das Rennen abgebrochen werden. Der Sieger wird aus der kürzesten Gesamtzeit aller Läufe ermittelt.
Die Fahrer müssen immer Schutzhelme tragen und die Gefährte mit sicher funktionierenden Bremsen ausgestattet sein. Für Gewicht, Gesamtlänge und Radstand gelten genaue Vorschriften. In Deutschland fungiert der DSKD als Dachverband. Bei den etwa 50 Rennen, die im Jahr von unterschiedlichen Vereinen und anderen Organisationen in Deutschland veranstaltet werden, starten Kinder, Jugendliche und Erwachsene in fünf Alters- bzw. Typenklassen:
- Juniorklasse, von 8 bis 12 Jahren, Gewicht des Fahrzeugs incl. Fahrer maximal 90 kg
- Seniorklasse, von 11 bis 18 Jahren, Gewicht des Fahrzeugs incl. Fahrer maximal 113 kg
- ELITE XL-Klasse, von 13 bis 18 Jahren, Gewicht des Fahrzeugs incl. Fahrer maximal 140 kg. Für diese Klasse gelten für Körpergröße und Körpergewicht zusätzliche Bedingungen: Mädchen/Jungen: Mindestgröße 1,75 m/1,80 m oder Mindestgewicht 60 kg/65 kg.
- ELITE XL Ü18, Bedingungen wie oben, für Fahrer über 18 Jahren.
- DSKD Open-Klasse, offene Klasse mit minimalen Vorschriften, Gewicht des Fahrzeugs incl. Fahrer maximal 160 kg

Einzelne Veranstalter, wie die Jugendhilfe „Die Schlawiner“ in Remscheid, setzen zur Fahrzeugabnahme einen speziellen Sicherheitsingenieur ein. Fehlendes Gewicht kann bei allen Klassen durch Ballast aus Holz oder Metall aufgelastet werden.
Bei Rennen in den verschiedenen Orten gibt es in diesen Klassen Vorläufe zur jährlich stattfindenden Deutschen Meisterschaft, an der die jeweiligen Sieger teilnehmen können.

## Museen und Ausstellungen

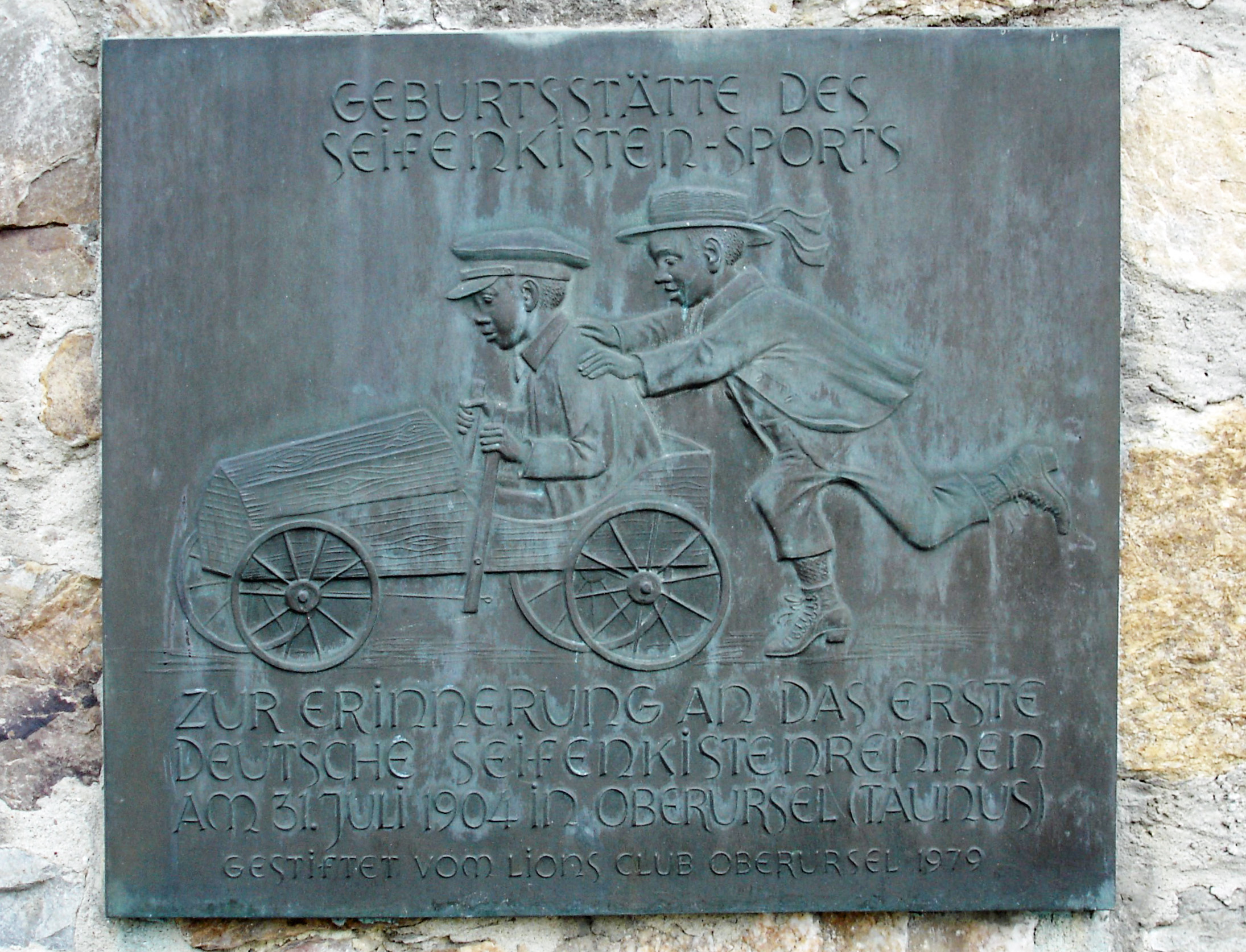
Gedenktafel am Vordertaunusmuseum, Marktplatz in Oberursel

1982 hat die Adam Opel AG auf Initiative des damaligen Opel-Mitarbeiters Wilfried Abt der Stadt Oberursel ihr umfangreiches Seifenkistenarchiv überlassen. Als 1987 das Vortaunusmuseum eröffnet wurde, waren die „schnellen Kisten“ zunächst in einer Sonderausstellung zu bewundern. Später führten die bunten Flitzer eher ein Schattendasein in einem kleinen Raum im Kellergewölbe des Museums. Nach einigen Umbau- und Renovierungsarbeiten im Hauptgebäude des Vortaunusmuseums war es schließlich möglich, den Besuchern eine völlig neu konzipierte Seifenkisten-Ausstellung zu zeigen.
In dem neu gestalteten Raum, im ersten Stock des Museums, finden der Nachbau eines Kinderautomobils, zahlreiche Seifenkisten, historische Fotos, Bauteile, Fahnen und vieles mehr seinen Platz. Kurze Texte informieren über 100 Jahre Kinderautomobil- beziehungsweise Seifenkistenrennen.
Das im Archiv vorhandene Original-Filmmaterial wurde überarbeitet und die eindrucksvollsten Filmpassagen zur DVD „Seifenkisten-Erinnerungen der 50er und 60er Jahre des 20. Jahrhunderts“ zusammengestellt. Dieses Stück Zeitgeschichte können die Museumsbesucher ebenfalls im Ausstellungsraum anschauen.
Die älteste „Kiste“ stammt aus dem Jahr 1949 und trägt die Aufschrift „Stars and Stripes – German Youth Activities US Army“. Inzwischen hat die Ausstellung „Zuwachs“ bekommen. Der Jugendclub Mettinger Seifenkisten Derby e. V. schenkte dem Vortaunusmuseum eine zigarrenförmige Seniorkiste, mit der Gerrit Eichholzer unter anderem im Jahr 2000 in Stromberg die 52. Deutsche Meisterschaft und die 3. Europameisterschaft gewonnen hat.
Seit dem 3. Oktober 2009 gibt es in Buggingen das erste Museum, das nur Seifenkisten ausstellt. Unter der Führung der Seifenkistenfreunde Buggingen wurde dieses Museum von Martin Rapp gebaut. In dem Museum befinden sich ältere und originelle Seifenkisten aus verschiedenen Ländern.
Die museale Rezeption der Seifenkiste umfasst auch Sonderausstellungen zu den regionalen Seifenkisten-Traditionen. So widmete das Kultur- und Stadthistorisches Museum Duisburg den Rennen in der nordrhein-westfälischen Stadt im Jahr 2013 eine eigene Schau, zu der auch ein Begleitband erschien.

## Fotogalerie

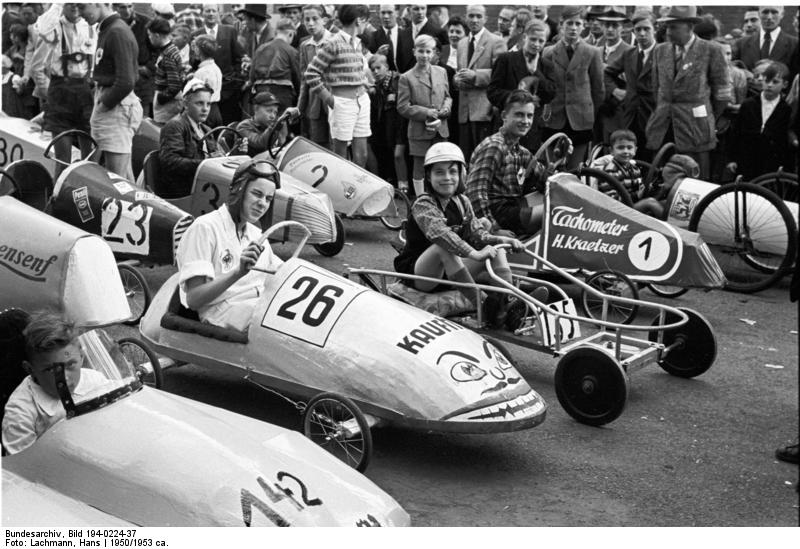
Verschiedene Modelle beim Seifenkistenrennen 1950
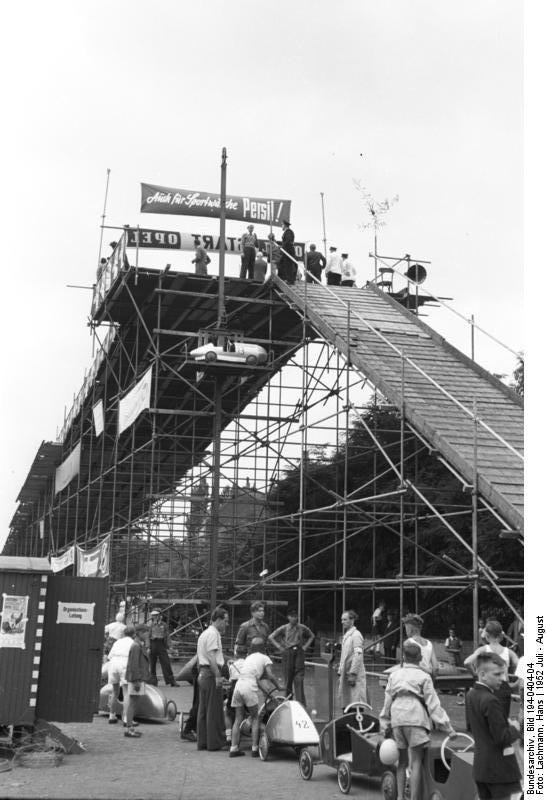
Startrampe Duisburg 1952
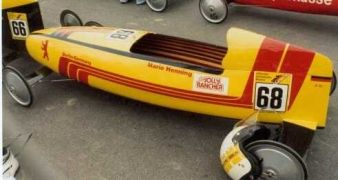
Senior-Seifenkiste des Deutschen Seifenkisten Derby e. V.
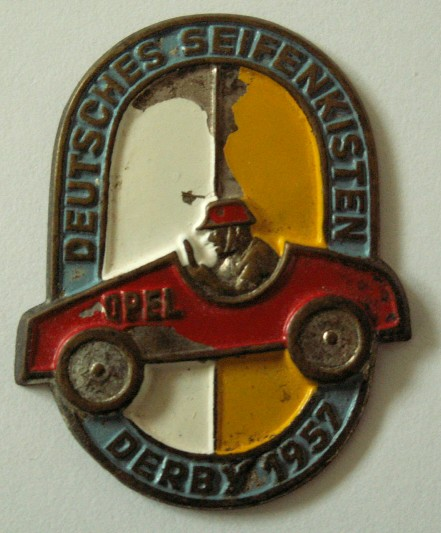
Plakette des Deutschen Seifenkisten Derby e. V. von 1957
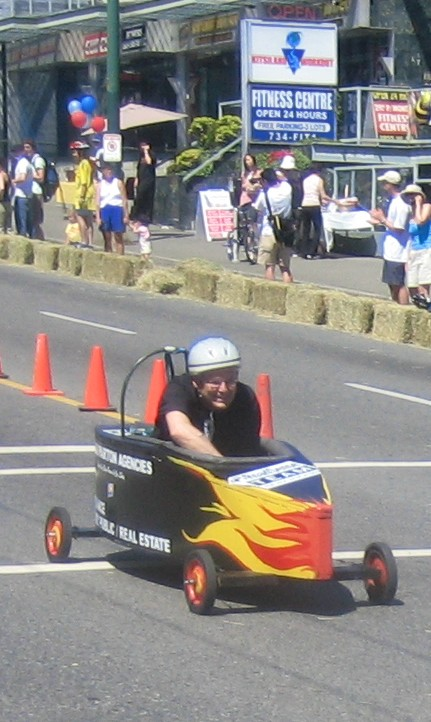
Der Premierminister von British Columbia, Gordon Campbell, bei einem Rennen in Kitsilano
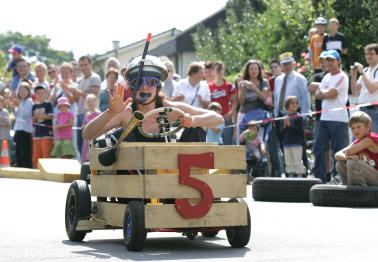
Seifenkistenrennen „Kühne Kisten“ in Dornach
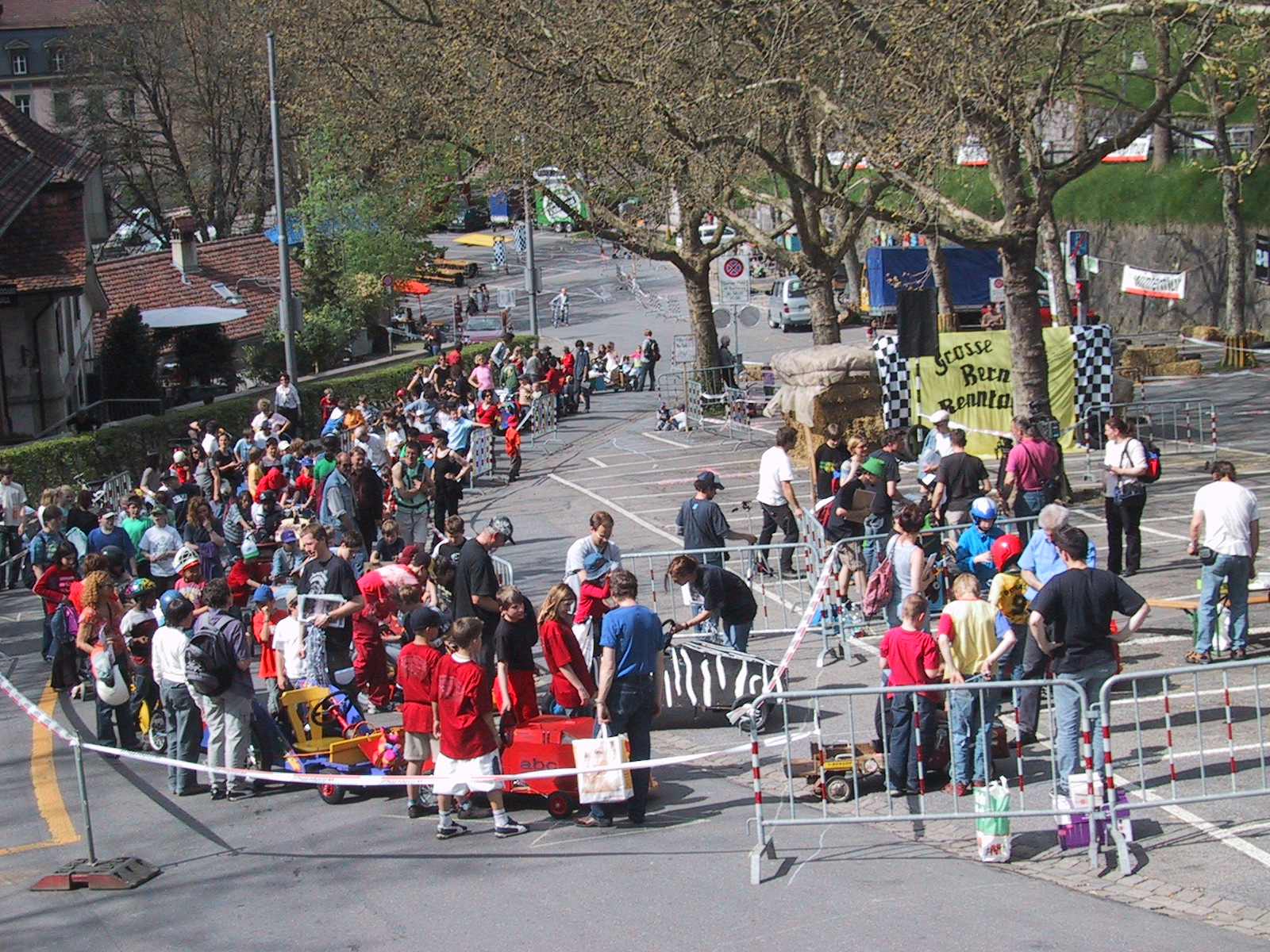
Rennen am Berner Klösterlistutz im Jahre 2005
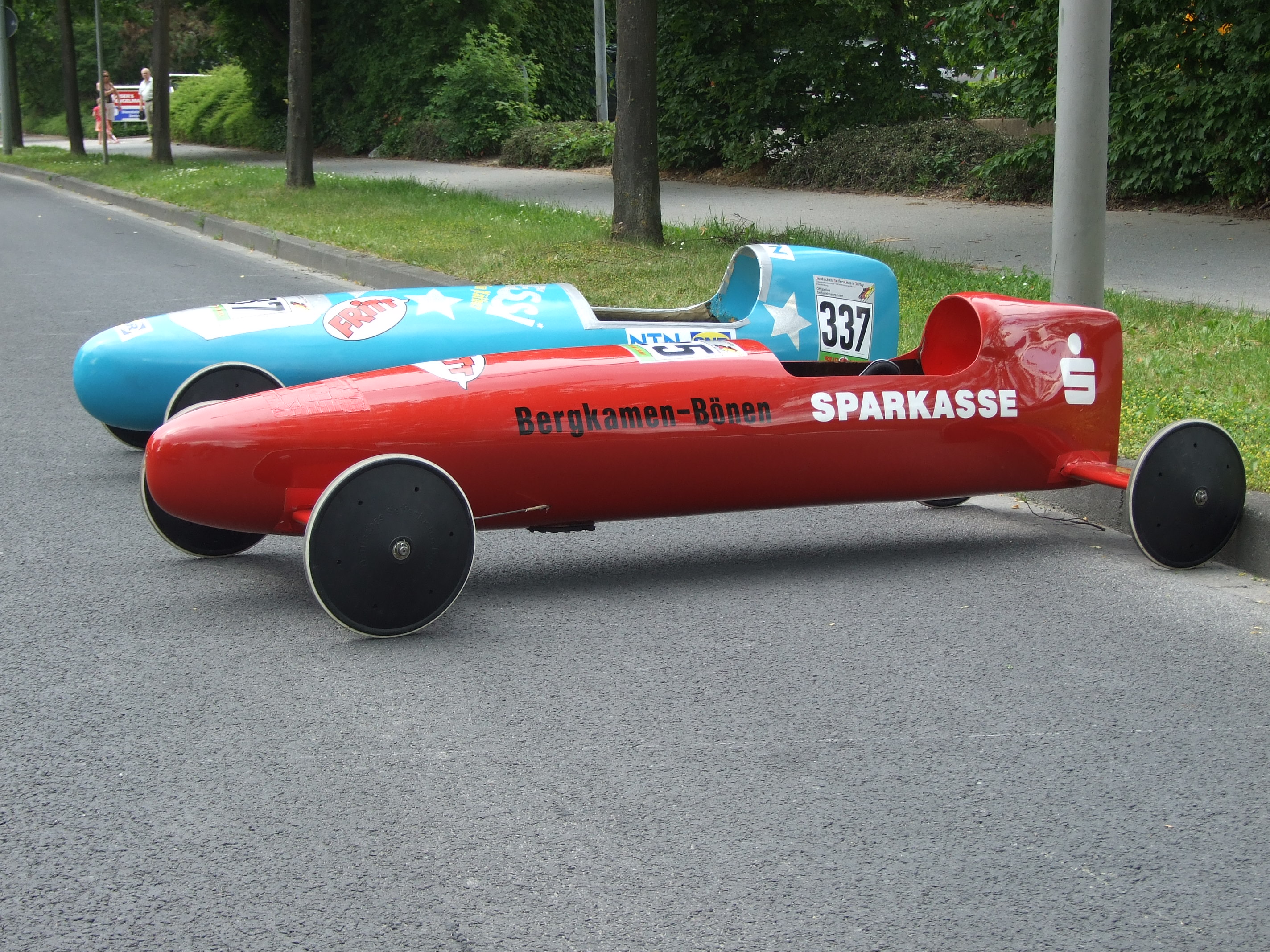
Seifenkisten Seniorklasse 2010